# Lucas Duda
Lucas Christopher Duda (Fontana, 3 febbraio 1986) è un giocatore di baseball statunitense di ruolo prima base, free agent  dal 26 agosto 2019.

## Minor League (MiLB)
Nativo di Fontana, California, frequentò la Arlington High School di Riverside, e successivamente la University of Southern California di Los Angeles. Venne selezionato al 7º giro del draft MLB amatoriale del 2007 come 243ª scelta dai New York Mets. Nello stesso anno iniziò a livello A- con i Brooklyn Cyclones della New York-Penn League "NYP", finendo con 0,299 di media battuta, 0,398 in base, 3 fuoricampo, 32 RBI, 3 basi rubate e 32 punti in 67 partite (234 AB).
Nel 2008 passò a livello A+ con i St. Lucie Mets della Florida State League "FSL", chiudendo con 0,263 alla battuta, 0,358 in base, 11 fuoricampo, 66 RBI, 2 basi rubate e 58 punti in 133 partite (483 AB).
Nel 2009 salì a livello AA con i Binghamton Mets della Eastern League "EAS", finendo con 0,281 alla battuta, 0,380 in base, 9 fuoricampo, 53 RBI, 2 basi rubate e 49 punti in 110 partite (395 AB). Nel 2010 giocò con due squadre finendo con 0,304 alla battuta, 0,398 in base, 23 fuoricampo, 87 RBI, una base rubate e 74 punti in 115 partite (425 AB).
Nel 2011 passò a livello AAA con i Buffalo Bisons della International League "INT", chiudendo con 0,302 alla battuta, 0,414 in base, 10 fuoricampo, 24 RBI, nessuna base rubata e 22 punti in 38 partite (129 AB). Nel 2012 sempre con i Bisons finì con 0,260 di media battuta, 0,327 in base, 3 fuoricampo, 8 RBI, nessuna base rubata e 12 punti in 25 partite (96 AB).
Nel 2013 giocò con tre squadre finendo con 0,252 alla battuta, 0,363 in base, un fuoricampo, 14 RBI, una base rubata e 18 punti in 29 partite (103 AB). Nel 2015 con i Binghamton Mets finì con 0,500 alla battuta, 0,571 in base, nessun fuoricampo, un RBI, nessuna base rubata e nessun punto in 2 partite (6 AB).

## Major League (MLB)

### New York Mets (2010-2017)
Lucas fu promosso dalla MiLB il 1º settembre 2010 e debuttò il giorno stesso in MLB, al Turner Field di Atlanta contro gli Atlanta Braves. Chiuse la stagione con 0,202 di media battuta, 0,261 in base, 4 fuoricampo, 13 RBI, nessuna base rubata e 11 punti in 29 partite (84 AB). L'11 aprile 2011 venne opzionato ai Bisons, il 3 maggio venne richiamato per poi finire dopo soli 2 giorni in MiLB. Il 10 giugno venne nuovamente richiamato, terminando la stagione con 0,292 di media battuta, 0,370 in base, 10 fuoricampo, 50 RBI, una base rubata e 38 punti in 100 partite (301 AB).
Il 24 luglio 2012 venne opzionato ai Bisons, il 26 agosto venne richiamato in MLB. Finì con i Mets con ,239 di media battuta, ,329 in base, 15 fuoricampo, 57 RBI, una base rubata e 3 punti in 121 partite (401 AB).
Il 16 aprile 2013 nel 5º inning della partita contro i Colorado Rockies uscì per un lieve problema alla schiena. Dopo 3 giorni rientrò contro i Washington Nationals con un'ottima prova, concluse con 2 valide su 3 turni alla battuta e soprattutto 2 fuoricampo singoli. Il 28 maggio nel 9º inning della partita contro i New York Yankees realizzò la valida decisiva (in inglese walk off) per la vittoria di 2-1. Il 22 giugno venne messo sulla lista infortuni (15 giorni) per un'infiammazione dei muscoli laterali del torace. Il 24 luglio venne assegnato ai GCL Mets nella Minor League per la riabilitazione. Il 30 luglio venne spostato nei St. Lucie Mets. Il 5 agosto passò nei Las Vegas 51s. Il 24 dello stesso mese ritornò in prima squadra. Chiuse con 0,223 alla battuta, 0,352 in base, 15 fuoricampo, 33 RBI, nessuna base rubata e 42 punti in 100 partite (318 AB).
Il 22 gennaio 2014 firmò un contratto annuale per 1,637 milioni di dollari. Il 4 aprile contro i Cincinnati Reds grazie ai suoi due fuoricampo con 4 RBI e una base concessa su 3 apparizioni al piatto, i Mets vinsero la loro prima partita stagionale dopo una serie di 3 sconfitte. Il 23 nella partita finita 3-2 contro i St. Louis Cardinals nel 6º inning grazie al suo quarto fuoricampo stagionale fece un importante RBI per la vittoria. Il 27 nella vittoria per 4-0 contro i Miami Marlins nel 2º inning, grazie a una doppia fece l'RBI che aprì le marcature. Chiuse con 0,253 alla battuta, 0,349 in base, 30 fuoricampo (3º nella NL), 92 RBI (5º nella NL), 3 basi rubate e 74 punti in 153 partite (514 AB).
Il 2 febbraio 2015 firmò un annuale per 4,2 milioni di dollari in arbitrariato. Il 22 agosto venne inserito nella lista infortuni (15 giorni) per uno stiramento nella parte inferiore della schiena, il 5 settembre iniziò la riabilitazione nei Binghamton Mets, il 7 dello stesso mese ritornò in prima squadra. Chiuse con 0,244 alla battuta, 0,352 in base, 27 fuoricampo, 73 RBI, nessuna base rubata e 67 punti in 135 partite (471 AB).
Il 22 gennaio 2016 firmò un annuale per 6,725 milioni di dollari in arbitrariato. Il 21 maggio venne inserito nella lista infortuni (15 giorni) per una frattura sempre nella parte inferiore della schiena. Il 10 agosto venne spostato nella lista infortuni dei 60 giorni. Il 17 settembre venne reinserito nel roster dei Mets. Finì la stagione con 0,229 alla battuta, 0,302 in base, 7 fuoricampo, 23 RBI, nessuna base rubata e 20 punti in 47 partite (153 AB), battendo con una distanza media in lunghezza di 227,07 feet e 42,97 feet in altezza.
Il 12 gennaio 2017 firmò il suo ultimo arbitrariato annuale per un totale di 7,25 milioni di dollari. Il 21 aprile venne inserito nella lista degli infortunati (dei 10 giorni) per una iperestensione del gomito sinistro. Il 28 iniziò la riabilitazione nei St. Lucie Mets.

### Tampa Bay Rays (2017)
Il 27 luglio 2017, Duda passa ai Tampa Bay Rays in cambio del prospetto Drew Smith, lanciatore di rilievo.

### Kansas City Royals e Atlanta Braves (2018)
Il 28 febbraio 2018, Duda firmò un anno di contratto con i Kansas City Royals; che lo scambiarono successivamente il 28 agosto con gli Atlanta Braves, in cambio di una somma in denaro.

### Minnesota Twins e Ritorno ai Royals (2019)
Il 9 febbraio 2019, Duda firmò un contratto di minor league con i Minnesota Twins, e venne invitato allo spring training. Duda venne svincolato dalla franchigia il 20 marzo.
Il 22 marzo, Duda firmò un contratto di minor league con i Kansas City Royals. Il 26 aprile entrò nella lista degli infortunati per uno sforzo lombare. Venne designato per la riassegnazione il 27 luglio, e svincolato il giorno seguente.

### Ritorno ai Braves
Il 5 agosto, Duda firmò un contratto di minor league con i Braves. Venne svincolato dalla franchigia il 27 agosto 2019.

## Palmarès
- Giocatore della settimana della National League: 1

2 agosto 2015
- MiLB.Com Organization All-Star: 1 (2010)
- Giocatore della settimana della International League "INT": 1 (6 luglio 2010).